# Александровка (Циркуновский сельский совет)
Алекса́ндровка (укр. Олександрівка) — село, 
Циркуновский сельский совет,
Харьковский район,
Харьковская область.
Код КОАТУУ — 6325185006. Население по переписи 2001 года составляет 34 (18/16 м/ж) человек.

## Географическое положение
Село Александровка находится недалеко от истоков реки Вялый.
На расстоянии до 2-х км расположены сёла Украинское, Михайловка, Кутузовка и Момотово.
Рядом проходит автомобильная дорога Т-2104.

## Происхождение названия
В некоторых документах село называют Новоалександровка.

## История
- 1862 — дата основания.